# Jan Muntermann
Jan Muntermann ist ein deutscher Ökonom.

## Leben
Von 1997 bis 2002 war er IT-Berater und Entwickler, Interactive Data AG, Application Development. Von 2002 bis 2007 war er wissenschaftlicher Mitarbeiter und Doktorand (Dr. rer. pol.) an der Goethe-Universität. Von 2008 bis 2010 war er Juniorprofessor für E-Finance & Securities Trading, an der Goethe-Universität. Seit 2010 ist er Universitätsprofessor für Electronic Finance und Digitale Märkte an der Georg-August-Universität Göttingen.

## Schriften (Auswahl)
- mit André Güttler: Intraday stock price effects of ad hoc disclosures. The German case. Frankfurt am Main 2005.
- Event-driven mobile financial information services. Design of an intraday decision support system. Wiesbaden 2007, ISBN 3-8350-0888-9.
- mit Andreas Oestreicher und Robert Schwager: Empirische Analyse – Konsequenzen für die transaktionsbezogene Gewinnaufteilung. Berlin 2020, ISBN 3-89737-199-5.